# عمودی ماندن
عمودی ماندن (فرانسوی: Rester vertical‎) یک فیلم به کارگردانی آلن گیرودی است که در سال ۲۰۱۶ منتشر شد.